# Tegernsee (grad)
Tegernsee je gradić u njemačkoj pokrajini Bavarskoj, u upravnom području Gornja Bavarska. Nalazi se na sjeveru bavarski Alpa kraj istoimenog jezera Tegernsee.